# (5020) Asimov
|  | Per a altres significats, vegeu «Asimov (desambiguació)». |

(5020) Asimov és un asteroide de la sèrie (1981 Ex 19) descobert el 2 de març de l'any 1981 per Schelte. J. Bus des de l'observatori de Siding Spring (Austràlia) i anomenat així en homenatge a l'escriptor i divulgador científic Isaac Asimov. Identificació addicional: 1963 UH.

## Designació i nom
Asimov va rebre inicialment la designació de 1981 EX19. Posteriorment, el 1996, se'l va anomenar en honor de l'escritor rus-americà Isaac Asimov (1920-1992).

## Característiques orbitals
Asimov és a una distància mitjana del Sol de 2,154 ua, podent arribar a allunyar-se fins a les 2,612 ua i a apropar-se fins a les 1,697 ua. Té una exectricitat de 0,2124 i una inclinació orbital de 1,1 graus. Triga 1155 dies en completar una órbita al voltantr del Sol, poc menys de 4 anys. El moviment d'Asimov sobre el fons estel·lar és de 0,3117 graus al día. La seva òrbita no està alineada amb l'eclíptica (és a dir el pla que passa a través de l'equador solar i on es troben, amb molta precisió, tots els planetes del nostre sistema), però ho fa amb ell un angle de 1,098 graus, molt inclinat, per tant, si el comparem a 0,00005 graus de la Terra. La mitjana aparent de (5020) Asimov és de 9,4, cosa que significa que només és visible amb bons binocles.

## Característiques físiques
La magnitud absoluta d'Asimov és de 14,5.